# Пираино
Пираино (итал. Piraino) је насеље у Италији у округу Месина, региону Сицилија.
Према процени из 2011. у насељу је живело 332 становника. Насеље се налази на надморској висини од 398 м.

## Становништво
Према резултатима пописа становништва 2011. у општини је живело 3.964 становника.
| 1931. | 1936. | 1951. | 1961. | 1971. | 1981. | 1991. | 2001. | 2011. |
| ----- | ----- | ----- | ----- | ----- | ----- | ----- | ----- | ----- |
| 5.082 | 5.352 | 5.391 | 5.401 | 4.492 | 3.760 | 3.734 | 3.803 | 3.964 |